# Antonio Sbardella
Antonio Sbardella (né le 17 octobre 1925 à Palestrina, dans la province de Rome, dans le Latium et mort le 14 janvier 2002 à Rome) était un arbitre italien de football.

## Biographie
Débutant en 1959, Antonio Sbardella fut arbitre international de 1965 à 1970.

## Carrière
Antonio Sbardella a officié dans des compétitions majeures :
- Coupe d'Italie de football 1965-1966 (finale)
- Coupe des villes de foires 1966-1967 (finale retour)
- Coupe du monde de football de 1970 (2 matchs)